# Матвій Микулка
Матвій Микулка (пол. Maciej Mikułka; пом. між 1531 та 1535) — діяч львівського магістрату, бурмистр Львова.

## Життєпис
Походив з патриціанської міщанської родини Микулків, які засідали в магістраті протягом трьох поколінь. Замолоду від батька, що був райцею, успадкував війтівство в Кульпаркові. У 1515 році завдяки родинному впливу стає лавником, засідав у лавникомі суді до 1519 року.
4 квітня 1519 року обирається одним з райців (зі статусом урядуючого) львівського магістрату. Того ж року було утворена Лонгерія для впорядкування фінансових книг. 30 вересня до її складу було обрано Матвія Микулку (разом зі «старим» райцем Міхаелем Маґістром).
У 1520 році інші райці звинуватили Микулку разом з райцями Йоганом Фрайоборком і Йоганом Кохна у фінансових зловживаннях. У 1521 році за рішенням короля Сигізмунда I Матвія Микулку (разом з двома іншими райцями) було ув'язнено. Лише на початку 1522 року вийшов на свободу. У серпні того ж року стає бурмистром Львова (ймовірно обіймав посаду до самої смерті). Невдовзі сприяв обранню війтом Йогана Фрайборка.
1523 року Микулка стає орендарем львівських податків. Завдяки цьому значно збільшив родинні статки. У 1530 році видав дочку за представника роду Пелків. Остання письмова згадка відноситься до 1531 року. Помер до 1535 року.

## Володіння
Мав у власності маєтки Бжезець, Андріянів і село Ловчиці, кам'яницю в Львові, вулицю Сокільницьку (частина представляло узгір'я під назвою «Львівська Аркадія», де знаходилися будівлі патриціату), простір від мурів міста до меж Кульпаркова з полями, чиншовими осадниками, ставами і млинами.

## Родина
- Дочка Євфросинія, дружина шляхтича Андрія Пелки
- Дочка Ганна, дружина Йогана Фрайборка, райці львівського магістрату
- Син Ян